# Linda Mottram
Linda Mottram (née le 17 mai 1957) est une joueuse de tennis britannique, professionnelle dans les années 1970.
En 1975, elle a joué le 4e tour aux Internationaux d'Australie (battue par Evonne Goolagong), sa meilleure performance en simple dans une épreuve du Grand Chelem. 
Elle est la fille de Joy Gannon et Tony Mottram, eux-mêmes joueurs de tennis.

## Palmarès

### Titre en simple dames
Aucun

### Finale en simple dames
| No | Date       | Nom et lieu du tournoi     | Catégorie | Surface      | Vainqueure       | Score    |          |
| -- | ---------- | -------------------------- | --------- | ------------ | ---------------- | -------- | -------- |
| 1  | 06-01-1975 | New Zealand Open, Auckland |           | Gazon (ext.) | Evonne Goolagong | 6-2, 7-5 | Parcours |

### Titre en double dames
Aucun

### Finale en double dames
Aucune

## Parcours en Grand Chelem

### En simple dames
| Année | Open d'Australie (janvier) | Open d'Australie (janvier) | Internationaux de France | Internationaux de France | Wimbledon       | Wimbledon       | US Open | US Open | Open d'Australie (décembre) | Open d'Australie (décembre) |
| 1973  | -                          | -                          | -                        | -                        | 1er tour (1/64) | Tory Ann Fretz  | -       | -       | n/a                         | n/a                         |
| 1974  | -                          | -                          | -                        | -                        | 1er tour (1/64) | Kristien Kemmer | -       | -       | n/a                         | n/a                         |
| 1975  | 3e tour (1/8)              | Evonne Goolagong           | -                        | -                        | 3e tour (1/16)  | Lindsey Beaven  | -       | -       | n/a                         | n/a                         |
| 1976  | -                          | -                          | -                        | -                        | 1er tour (1/64) | Greer Stevens   | -       | -       | n/a                         | n/a                         |
| 1977  | -                          | -                          | 2e tour (1/16)           | Helen Cawley             | 1er tour (1/64) | Kathy May       | -       | -       | -                           | -                           |
| 1978  | n/a                        | n/a                        | -                        | -                        | 1er tour (1/64) | Renáta Tomanová | -       | -       | -                           | -                           |

À droite du résultat, l’ultime adversaire.

### En double dames
| Année | Open d'Australie (janvier) | Open d'Australie (janvier) | Internationaux de France     | Internationaux de France | Wimbledon                    | Wimbledon                   | US Open | US Open | Open d'Australie (décembre) | Open d'Australie (décembre) |
| 1974  | -                          | -                          | -                            | -                        | 2e tour (1/16) Jeanne Evert  | Julie Anthony Mona Schallau | -       | -       | n/a                         | n/a                         |
| 1976  | -                          | -                          | -                            | -                        | 2e tour (1/16) B. Thompson   | Julie Anthony P. Teeguarden | -       | -       | n/a                         | n/a                         |
| 1977  | -                          | -                          | 1er tour (1/16) Glynis Coles | D. Marzano Chris O'Neil  | 1er tour (1/32) Glynis Coles | Sue Saliba Mary Sawyer      | -       | -       | -                           | -                           |
| 1978  | n/a                        | n/a                        | -                            | -                        | 1/4 de finale Glynis Coles   | Mima Jaušovec V. Ruzici     | -       | -       | -                           | -                           |

Sous le résultat, la partenaire ; à droite, l’ultime équipe adverse.

### En double mixte
| Année | Open d'Australie (janvier), | Open d'Australie (janvier), | Internationaux de France | Internationaux de France | Wimbledon                    | Wimbledon                   | US Open | US Open | Open d'Australie (décembre), | Open d'Australie (décembre), |
| 1975  | n/a                         | n/a                         | -                        | -                        | 1er tour (1/32) S. Krulevitz | C. Coronado J. E. Mandarino | -       | -       | n/a                          | n/a                          |
| 1977  | n/a                         | n/a                         | -                        | -                        | 1er tour (1/32) John Feaver  | F. Dürr Marty Riessen       | -       | -       | n/a                          | n/a                          |
| 1978  | n/a                         | n/a                         | -                        | -                        | 3e tour (1/8) John Paish     | Betty Stöve Frew McMillan   | -       | -       | n/a                          | n/a                          |

Sous le résultat, le partenaire ; à droite, l’ultime équipe adverse.